# Alycia Debnam-Carey
Alycia Jasmin Debnam-Carey (Sydney, Austràlia, 20 de juliol de 1993) és una actriu australiana, coneguda per interpretar la comandant Lexa a The 100, Kaitlyn Johnston a Into the Storm i Alicia Clark a Fear the Walking Dead.

## Biografia
Es va graduar a la Newtown High School of the Performing Arts en 2011, on va ser percussionista. En 2010, en col·laboració amb la Filharmònica de Berlín, ella i d'altres quaranta músics més van treballar per compondre una peça en un programa de dues setmanes. També va estudiar percussió clàssica durant deu anys.

### Carrera
Va debutar en un episodi de McLeod 's Daughters. Altres crèdits en la televisió inclouen: Dream Life, Dance Academy, Next Stop Hollywood, que segueix sis actors australians que es traslladen a Hollywood per audicionar en pilots de sèries de televisió; i Galyntine, un pilot fallit de l'AMC.
Debutà en la pantalla gran amb la pel·lícula Into the Storm, al costat de Richard Armitage i Sarah Wayne Callies. També ha aparegut en els curtmetratges Jigsaw Girl, At the Tattooist i The Branch, així com en les pel·lícules The Devil's Hand i Unfriend.
En 2014, Debnam-Carey fou triada pel paper de Lexa en The 100 (els 100) i a finals d'aquell mateix any, li anunciaren que havia obtingut el rol d'Alicia Clark, un dels personatges principals en Fear the Walking Dead, sèrie acompanyant de The Walking Dead.

## Filmografia

### Actriu
| Any  | Títol                | Paper            | Notes           |
| ---- | -------------------- | ---------------- | --------------- |
| 2003 | Martha's New Coat    | Elsie            | Curtmatratge    |
| 2008 | Jigsaw Girl          | Caitlyn          | Curtmetratge    |
| 2010 | At the Tattooist     | Jane             | Curtmetratge    |
| 2011 | The Branch           |                  | Curtmetratge    |
| 2014 | Into the Storm       | Kaitlyn          | Paper Secundari |
| 2014 | The Devil's Hand     | Mary             | Paper Principal |
| 2016 | Friend Request       | Laura            | Paper Principal |
| 2017 | Liked                | Roxy             | Paper Principal |
| 2019 | A Violent Separation | Frances Campbell | Paper Principal |
| 2024 | What is Inside       | Kiki             | Paper Principal |

| Any       | Títol                          | Paper           | Notes                      |
| --------- | ------------------------------ | --------------- | -------------------------- |
| 2006      | McLeod's Daughters             | Chloe Sanderson | episodi: 6x12              |
| 2008      | Dream Life                     | Cassie          | Pel·lícula per a televisió |
| 2010      | Dance Academy                  | Mia             | episodi: 1x06              |
| 2013      | Next Stop Hollywood            | Ella mateixa    | Documental                 |
| 2014      | Galyntine                      |                 | Pel·lícula per a televisió |
| 2014–2016 | The 100                        | Commander Lexa  | 17 episodis                |
| 2015–2022 | Fear the Walking Dead          | Alicia Clark    | 73 episodis                |
| 2023      | Saint X                        | Emily Thomas    | 8 episodis                 |
| 2023      | The Lost Flowers of Alice Hart | Alice Hart      | 7 episodis                 |
| 2025      | Apple Cider Vinegar            | Milla Blake     | 6 episodis                 |

### Director
| Any  | Títol                 | Notes         |
| ---- | --------------------- | ------------- |
| 2022 | Fear the Walking Dead | episodi: 7x11 |

## Vídeos musicals
| Any  | Títol              | Artista                       |
| ---- | ------------------ | ----------------------------- |
| 2010 | Eli                | Mailer Daemon / Lincoln Davis |
| 2011 | She's Like a Comet | Jebediah                      |

## Premis i nominacions
| Any  | Premi                            | Categoria                                     | Treball               | Resultat   | Ref    |
| ---- | -------------------------------- | --------------------------------------------- | --------------------- | ---------- | ------ |
| 2015 | MTV Fandom Awards                | Parella de l'Any (compartit amb Eliza Taylor) | The 100               | Nominada   | [ 11 ] |
| 2015 | E! Online Best. Ever. TV. Awards | Millor Petó (compartit amb Eliza Taylor)      | The 100               | Guanyadora | [ 12 ] |
| 2015 | E! Online Best. Ever. TV. Awards | Millor Repartiment en Xarxes Socials          | The 100               | Nominada   | [ 12 ] |
| 2015 | E! Online Best. Ever. TV. Awards | Millor Actriu Convidada                       | The 100               | Guanyadora | [ 12 ] |
| 2016 | MTV Fandom Awards                | Fan Freakout de l'Any                         | The 100               | Guanyadora | [ 13 ] |
| 2016 | MTV Fandom Awards                | Parella de l'Any (compartit amb Eliza Taylor) | The 100               | Nominada   | [ 11 ] |
| 2016 | MTV Fandom Awards                | Millor Fandom                                 | The 100               | Nominada   | [ 11 ] |
| 2016 | E! Online TV Scoop Awards        | Estrella Femenina                             | Fear The Walking Dead | Guanyadora | [ 14 ] |
| 2017 | Saturn Awards                    | Millor actor jove en una sèrie de televisió   | Fear The Walking Dead | Nominada   | [ 15 ] |
| 2018 | Saturn Awards                    | Millor actor jove en una sèrie de televisió   | Fear The Walking Dead | Nominada   | [ 16 ] |